# Canal de los Indios
Canal de los Indios – cieśnina na Oceanie Atlantyckim. Oddziela wyspę Isla de la Juventud od Kuby.